# János Marschalkó
János Marschalkó (ur. w 1819 w Lewoczy, zm. w 1877 w Budapeszcie) – artysta rzeźbiarz.
Początkowe nauki pobierał w Wiedniu, następnie kształcił się w Niemczech, Francji i we Włoszech, po czym, w roku 1847, zamieszkał na stałe w Budapeszcie.

Jego najsłynniejsze dzieło to cztery lwy, które są ozdobą Mostu Łańcuchowego w Budapeszcie. Wykonał je w 1852 roku. Ponadto pracował nad rzeźbami koszyckiego kościoła katedralnego, kościoła miasta Fót, Teatru Csokonai w Debreczynie, Węgierskiej Akademii Nauk, Vigadó i kąpieliska Rudas. Zakończył również popiersie Kazinczyego i Kölcseya. Obydwie rzeźby rozpoczął István Ferenczy, lecz ich nie dokończył z powodu własnej śmierci.